# An Nhơn, Đạ Huoai
An Nhơn là một xã thuộc huyện Đạ Huoai, tỉnh Lâm Đồng, Việt Nam.

## Địa lý
Xã An Nhơn có diện tích 68,88 km², dân số năm 2022 là 4.500 người, mật độ dân số đạt 65 người/km².

## Hành chính
Xã An Nhơn được chia thành 6 thôn: 1, 2, 3, 4, 5, Tố Lan.

## Lịch sử
Ngày 6 tháng 3 năm 1984, Hội đồng Bộ trưởng ban hành Quyết định số 38-HĐBT về việc thành lập xã An Nhơn trên cơ sở một phần của xã Đạ Tẻh.
Ngày 21 tháng 1 năm 2020, HĐND tỉnh Lâm Đồng ban hành Nghị quyết số 166/NQ-HĐND về việc:
- Sáp nhập Thôn 2 vào Thôn 1.
- Thành lập Thôn 2 trên cơ sở Thôn 3 và Thôn 4B.
- Thành lập Thôn 3 trên cơ sở Thôn 4A và Thôn 6.
- Thành lập Thôn 4 trên cơ sở Thôn 5A và Thôn 5B.
- Thành lập Thôn 5 trên cơ sở Thôn 7 và Thôn 8.

Ngày 24 tháng 10 năm 2024, Ủy ban Thường vụ Quốc hội ban hành Nghị quyết số 1245/NQ-UBTVQH15 về việc sắp xếp đơn vị hành chính cấp huyện, cấp xã của tỉnh Lâm Đồng giai đoạn 2023 – 2025 (nghị quyết có hiệu lực từ ngày 1 tháng 12 năm 2024). Theo đó, sáp nhập xã An Nhơn thuộc huyện Đạ Tẻh vào huyện Đa Huoai.